# غواصة يو بي-47
يو بي-47 غواصة من فئة يو بي 2  تابعة للبحرية الإمبراطورية الألمانية ( (بالألمانية: Kaiserliche Marine)‏    ) خلال الحرب العالمية الأولى. تم بيعها للبحرية النمساوية المجرية ( (بالألمانية: Kaiserliche und Königliche Kriegsmarine)‏    أو K.u.K. Kriegsmarine K.u.K. Kriegsmarine  ) أثناء الحرب. في أثناء خدمتها في البحرية النمساوية المجرية، تم إسقاط حرف بي من اسمها وكانت تعرف باسم يو-47 أو U-XLVII كعضو في فئة يو-43 النمساوية المجرية. تم طلبها في يوليو 1915 وتم وضعها في حوض بناء السفن إيه جي فيزر في بريمن في سبتمبر. كانت البحرية الإمبراطورية الألمانية تواجه صعوبات في العثور على أطقم الغواصات المدربة وعرضت يو بي-47 لبيع مع الغواصة الشقيقة لها يو بي-43 للبحرية النمساوية المجرية. بعد الاتفاق على الشروط في يونيو 1917، تم تسليم الغواصتين في بولا. عندما تم تكليفها في البحرية النمساوية المجرية، تم إسقاط حرف بي من أسمها بحيث أصبحت يو-47 أو U-XLVII. أغرقت ثلاث سفن في أثناء خدمتها في البحرية النمساوية المجرية خلال نهاية الحرب. تم التنازل عن الغواصة إلى فرنسا كتعويض عن الحرب في عام 1920 وفككت في بنزرت في نفس العام. 

## فترة خدمتها البحرية الإمبراطورية الألمانية
تم تكليفها في البحرية الإمبراطورية الألمانية في 4 يوليو 1916 تحت قيادة Oberleutnant zur See Wolfgang Steinbauer .   دخلت الخدمة  في أسطول بولا ( (بالألمانية: Deutsche U-Halbflotille Pola)‏ ) وبقيت طوال خدمتها الألمانية هناك.  على الرغم من أن الأسطول كان مقره في بولا، حيث موقع قاعدة البحرية النمساوية المجرية ، إلا أن قوارب الأسطول كانت تعمل انطلاقًا من القاعدة النمساوية المجرية في كاتارو التي تقع جنوبًا وأقرب إلى البحر الأبيض المتوسط. عادت غواصات يو الألمانية  عادة إلى بولا فقط لإجراء إصلاحات. 
حققت الغواصة أولى نجاحاتها في 17 أغسطس عندما أغرقت الباخرة الإيطالية ستامباليا جنوب كيب ماتابان.  على الرغم من أن إيطاليا وألمانيا لم تكونا في حالة حرب رسميًا لمدة عشرة أيام أخرى،  هاجمت الغواصات الألمانية في البحر الأبيض المتوسط بشكل روتيني السفن الإيطالية عبر تنكرها كغواصات نمساوية مجرية.  ستامباليا هي عابرة محيط منتظمة  كانت في السابق مجهزة لنقل الركاب بين نيويورك وجنوة، وكانت واحدة من السفن التجارية الإيطالية الأولى التي كانت مسلحة ضد هجمات الغواصات. في وقت غرقها، كانت في خدمة الحكومة الإيطالية ولكنها لم تكن تحمل أي مسافر.  لم ترد أنباء عن وقوع ضحايا على متن ستامباليا في الهجوم.  

### الغواصة النمساوي المجريةيو-47
| تاريخ           | اسم    | جنسية                        | الحمولة | مصير |
| --------------- | ------ | ---------------------------- | ------- | ---- |
| يناير 12, 1918  | ميكا   | وصلة=\|حدود فرنسا            | 1264    | غرقت |
| مايو 10, 1918   | Itinda | وصلة=\|حدود المملكة المتحدة  | 5203    | غرقت |
| سبتمبر 20, 1918 | Circé  | وصلة=\|حدود البحرية الفرنسية | 351     | غرقت |
|                 |        | مجموع:                       | 6818    |      |